# 여행과 나날
"여행과 나날"(일본어: 旅と日々)은 2025년 개봉 예정인 일본의 드라마 영화이다. 미야케 쇼가 감독과 각본을 맡았다. 2025년 로카르노 영화제 황금표범상 수상작이다.